# Evelin Kaufer
Evelin Kaufer (później Evelin Schmuck, ur. 22 lutego 1953 w Sohland an der Spree) – niemiecka lekkoatletka specjalizująca się w krótkich biegach sprinterskich, uczestniczka letnich igrzysk olimpijskich w Monachium (1972), srebrna medalistka olimpijska w biegu sztafetowym 4 × 100 metrów. W czasie swojej kariery reprezentowała Niemiecką Republikę Demokratyczną.

## Sukcesy sportowe
- mistrzyni NRD w biegu na 100 metrów – 1972[1]
- halowa wicemistrzyni NRD w biegu na 60 metrów – 1972[2]

| Rok  | Miasto    | Zawody                      | Konkurencja        | Wynik         |
| ---- | --------- | --------------------------- | ------------------ | ------------- |
| 1970 | Paryż     | Mistrzostwa Europy juniorów | sztafeta 4 × 100 m | brązowy medal |
| 1972 | Monachium | Igrzyska olimpijskie        | sztafeta 4 × 100 m | srebrny medal |

## Rekordy życiowe
- bieg na 100 metrów –  11,2 – Erfurt 23/06/1972[3]